# 抗战阵亡将士纪念碑 (镇海区)
29°57′50″N 121°43′14″E / 29.963759°N 121.720465°E
抗战阵亡将士纪念碑，位于中国浙江省宁波市镇海区招宝山街道的招宝山南麓，招宝山旅游风景区内，是一座正四边形纪念碑。2012年3月2日，抗战阵亡将士纪念碑被公布为镇海区文物保护单位。

## 历史
抗战阵亡将士纪念碑始建于1939年7月，是镇海县抗日自卫委员会为纪念淞沪抗战阵亡将士集资所建，立于当时镇海县政府（今中山公园）。1941年4月19日，受抗日战争影响，镇海人们为防止纪念碑遭到破坏，将纪念碑埋入地下。1998年，抗日阵亡将士纪念碑基石被发现。2002年8月6日，纪念碑因中山公园改造工程在镇海文化广场出土。2006年，经维护放置在招宝山南麓。2012年3月2日，抗战阵亡将士纪念碑被公布成为镇海区第五批区级文物保护单位。2017年，镇海区文物保护管理所对纪念碑进行了脱盐、除污，碑刻图案以及刻字上色等维护工作。

## 形制
抗战阵亡将士纪念碑为一占地6.4平方米、高4.6米、重约3吨的正四边形梅园石质纪念碑，四面自上而下有刻有国民党党徽图样、“抗战阵亡将士纪念碑”、“中华民国28年7月日敬立”、“镇海县抗日自卫委员会建”以及“县长江志航书”字样。在纪念碑周围现放置有石质座椅，靠山麓侧立有县级文物保护标识。

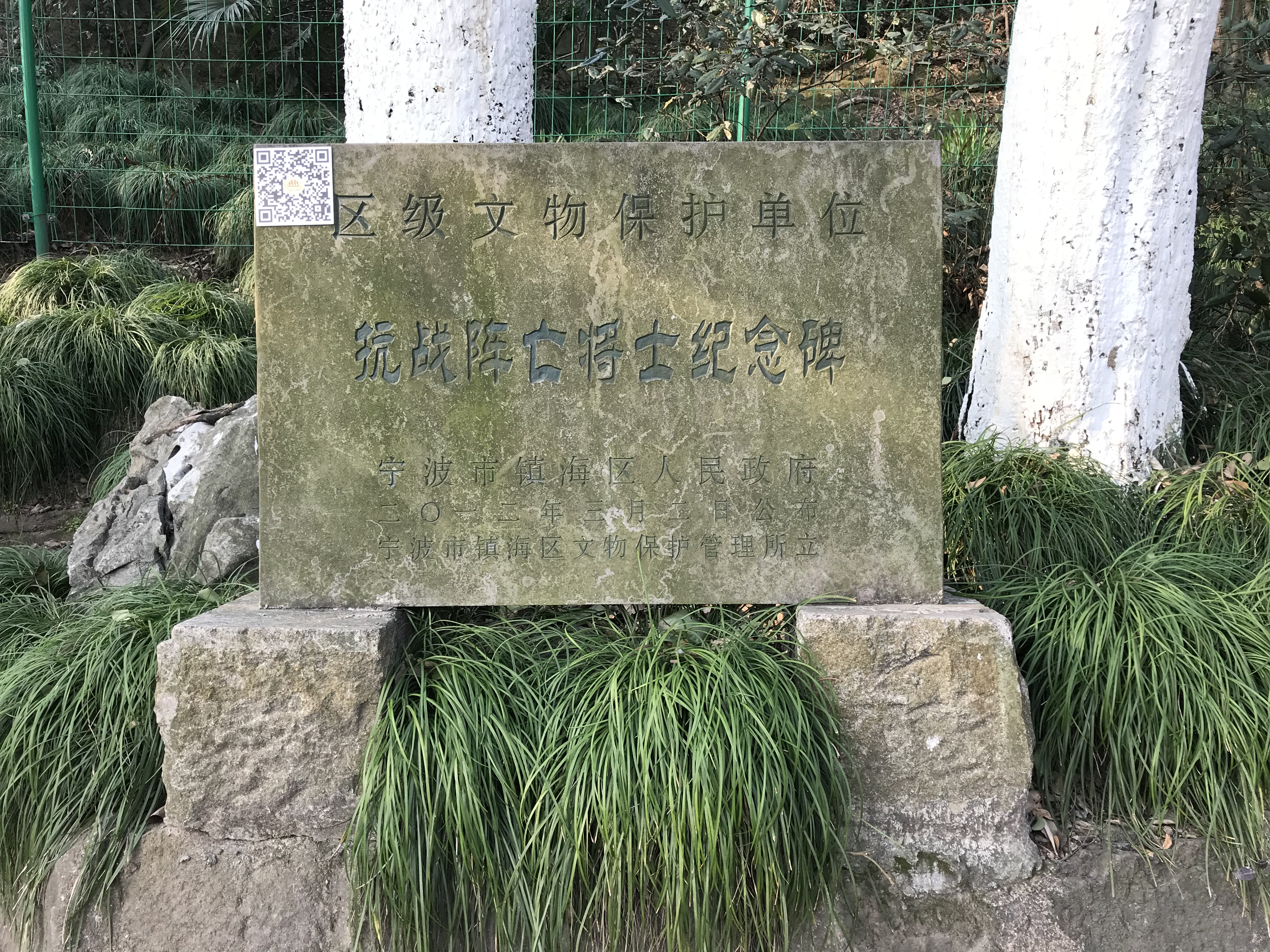
抗战阵亡将士纪念碑县级文保标识